# Stazione di Castiglion Fiorentino
La stazione di Castiglion Fiorentino è una stazione ferroviaria posta a servizio dell'omonimo comune in provincia di Arezzo.
La gestioni degli impianti è affidata a Rete Ferroviaria Italiana (RFI).

## Storia
La stazione fu aperta dalla Società per le strade ferrate romane, con l'entrata in esercizio del tratto Montevarchi-Torecella il 16 marzo 1866.
Il fabbricato viaggiatori è lo stesso costruito nel 1866 sopravvissuto ai disastri della Seconda guerra mondiale.

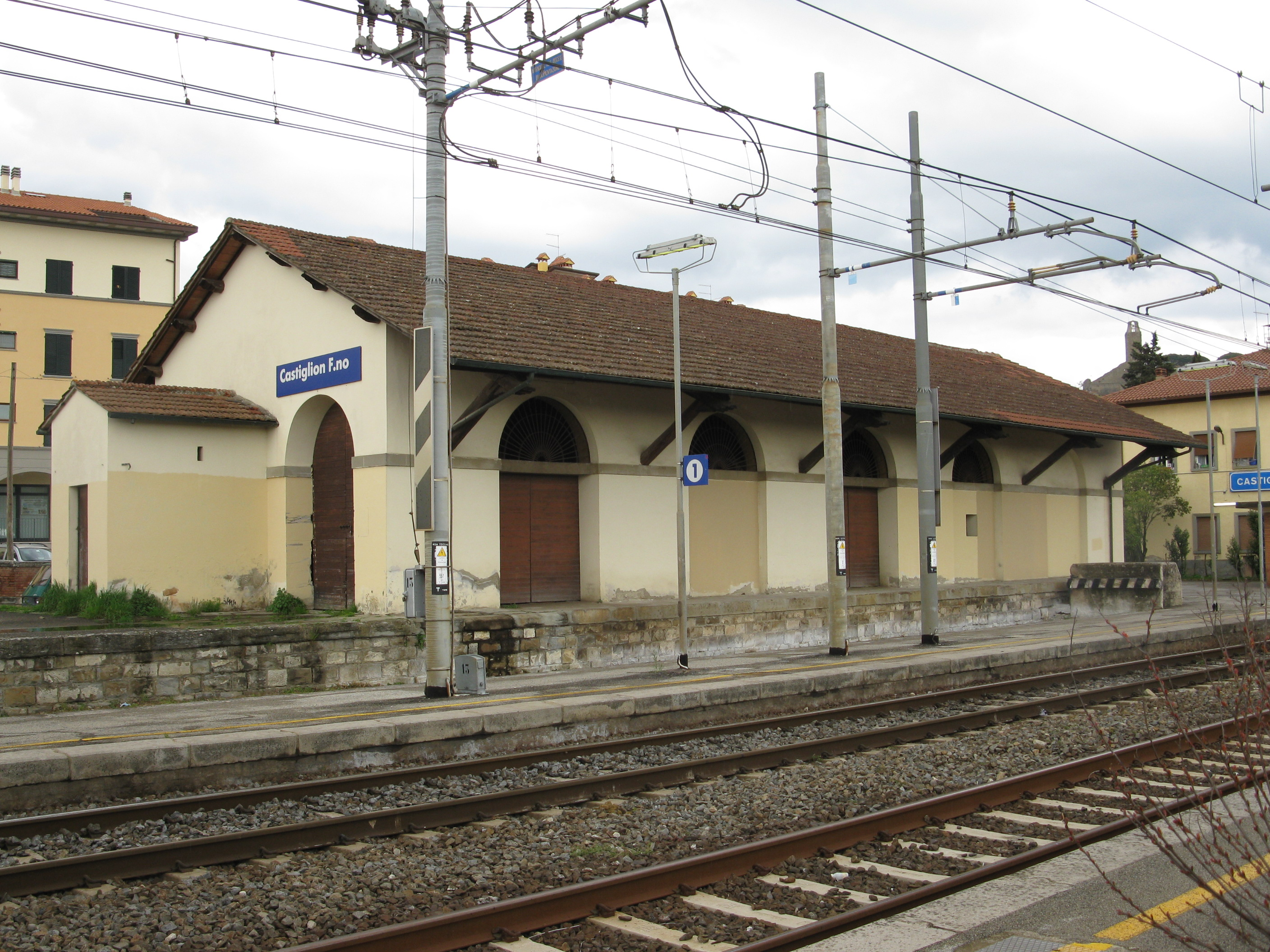
Vista dell'ex scalo merci

Lo scalo merci non è più operativo ma ancora in piedi e in buone condizioni. Ancora oggi possiamo infatti osservare il piano caricatore e il magazzino merci oggi usato per altri scopi. I binari sotto il piano caricatore ancora non sono stati smantellati, questa è una peculiarità poiché spesso Rete Ferroviaria Italiana decide di smantellare le rotaie dei vecchi scali merci per poi riutilizzarle.

### Uccisione di Emanuele Petri
Il 2 marzo 2003, l'agente della Polfer Emanuele Petri venne ucciso mentre stava controllando i documenti a quelli che poi si sarebbero rivelati i leader delle Nuove Brigate Rosse.
A bordo del treno regionale Roma Termini-Firenze Santa Maria Novella durante il tragitto tra Camucia e Castiglion Fiorentino l'agente viene ucciso durante una sparatoria dal brigatista Mario Galesi.
Il treno si fermò in stazione dove arrivarono i soccorsi.
Sulla facciata del fabbricato viaggiatori è possibile vedere un monumento bronzeo a lui dedicato, raffigurante un cuore spezzato.

## Caratteristiche

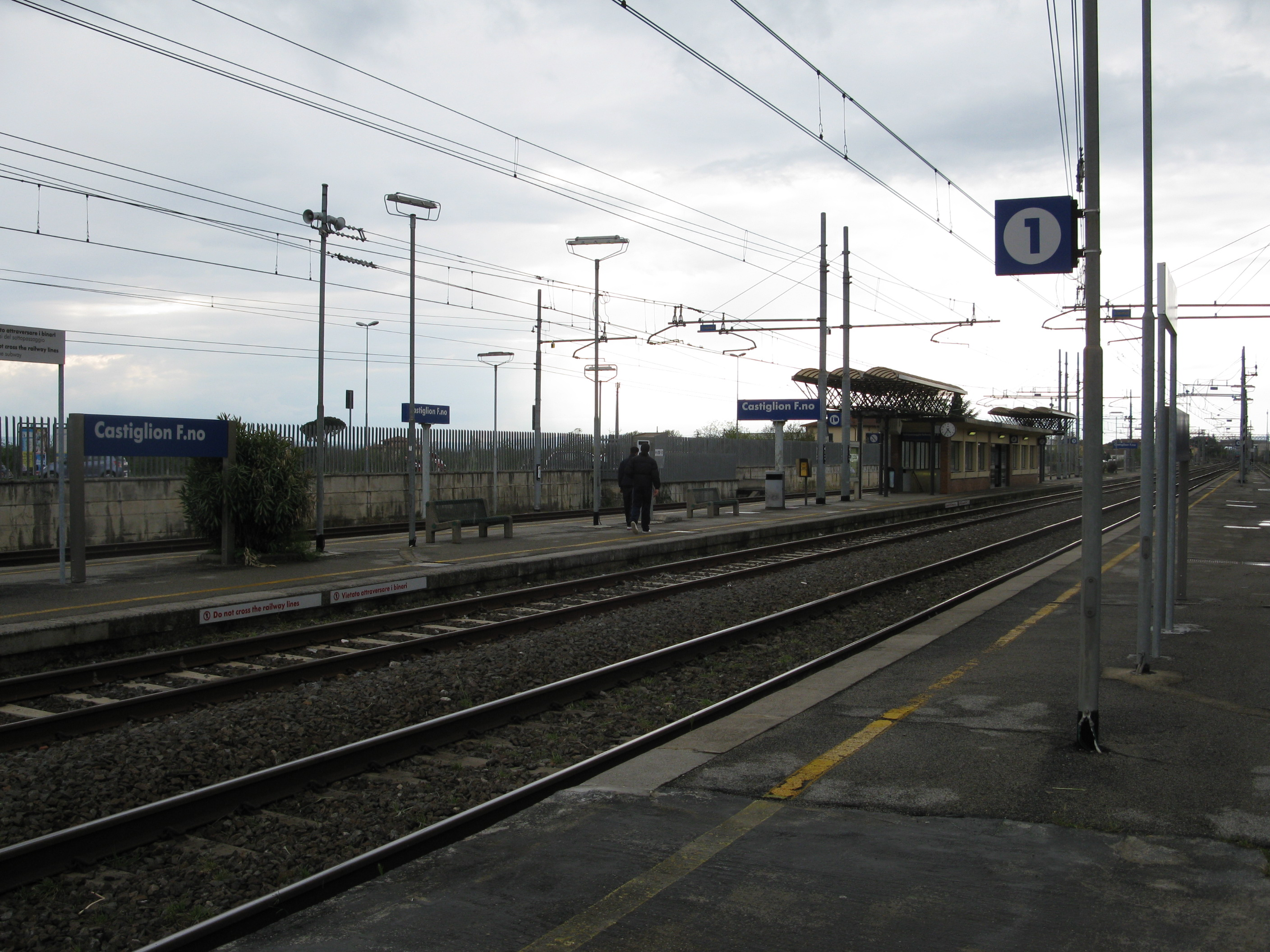
Vista dei binari

La stazione dispone di quattro binari e di due banchine. La prima banchina serve il binario 1; qui fermano i treni che si dirigono a Sud (Chiusi, Foligno e Roma). Al binario 3 fermano invece i treni diretti a Nord (Arezzo e Firenze). Fermano anche treni regionali veloci sul primo binario per Terontola, Foligno, Spoleto e Roma, mentre sul terzo quelli per Firenze Santa Maria Novella.
Il binari 2 e 4 sono utilizzato come binario di servizio e per eventuali precedenze.
All'interno del fabbricato viaggiatori ci sono due biglietterie self service e la biglietteria aperta dal Lunedì al Sabato dalle 6.20 alle 13.00.
La stazione dispone di numerose sale di attesa la prima è nell'atrio biglietteria, la seconda, la più grande, si trova nella stanza prima di accedere al binario 1 dove si può trovare anche la biglietteria self-service; la terza invece si trova all'interno di un piccolo fabbricato posto sulla banchina dei binari 2 e 3, dove si possono trovare una decina di sedie e il tabellone cartaceo degli orari.
Tutte e due le banchine sono provviste di pensiline in metallo.

## Servizi
La stazione dispone di:
- Biglietteria (anche automatica 24/24h)
- Parcheggio di scambio
- Sottopassaggio
- Capolinea autolinee Etruria Mobilità
- Sala di attesa

Erano presenti anche servizi igienici ma sono stati chiusi a causa di atti vandalici.
Fermano solo treni regionali di Trenitalia controllata del gruppo Ferrovie dello Stato; la linea in cui si trova Castiglion Fiorentino fa parte del progetto Memorario.
Il numero dei viaggiatori che ogni giorno frequenta la stazione è di circa 642 unità

## Interscambio
Fuori dalla stazione si trova la fermata autobus della società consortile Etruria Mobilità, mentre, dall'altra parte della stazione, in Via della Stazione, è disponibile un parcheggio gratuito per le auto.